# Koninginnedag 2007
Koninginnedag 2007 viel op maandag 30 april 2007.
Op 5 januari 2007 werd bekendgemaakt dat op Koninginnedag 2007 koningin Beatrix de plaatsen 's-Hertogenbosch en Woudrichem in de provincie Noord-Brabant zou bezoeken.

## Achtergrond

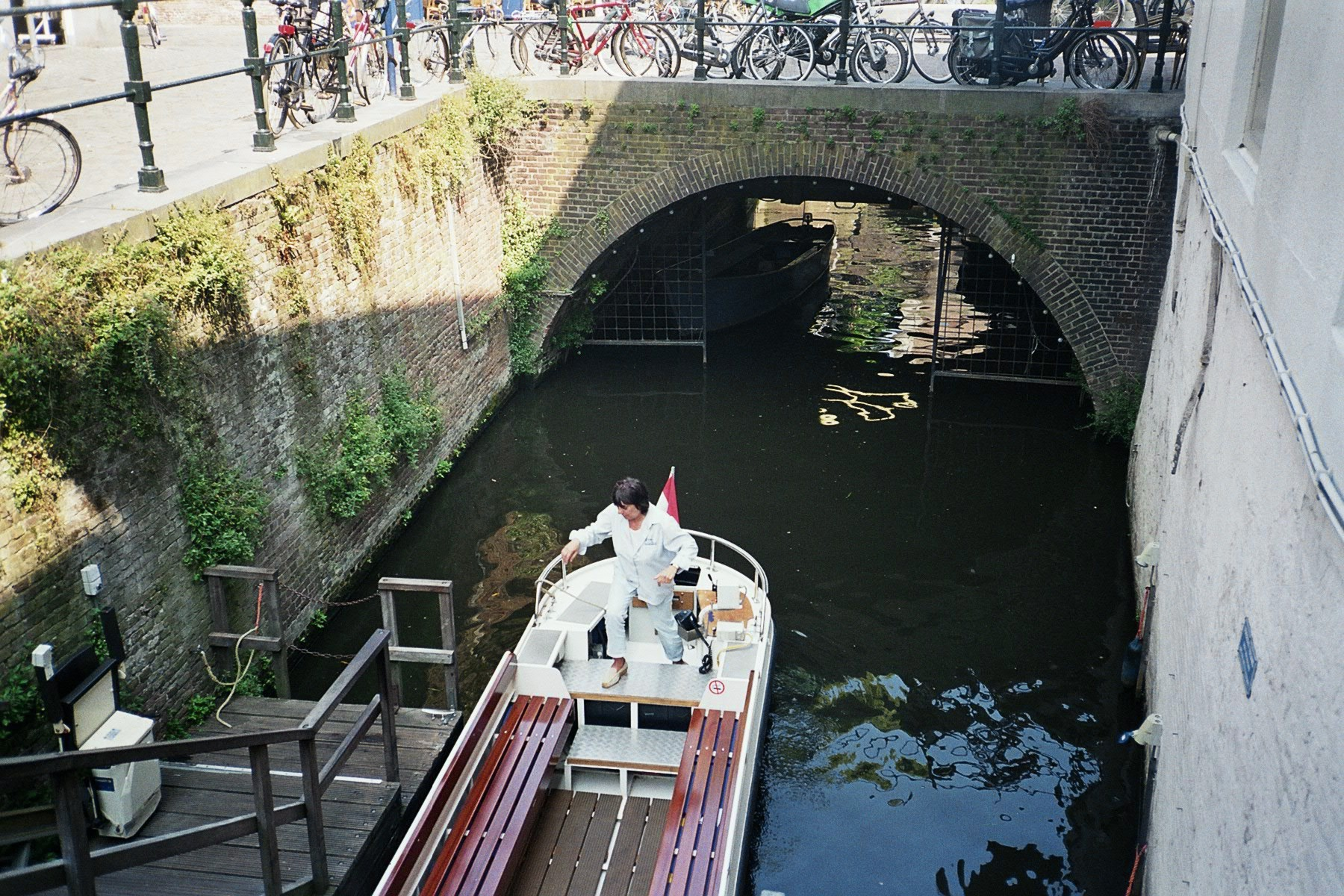
Binnendieze Rondvaartboot

De stad 's-Hertogenbosch heeft samen met Frank Houben, kamerheer der Koningin in buitengewone dienst en tevens oud-Commissaris der Koningin in de provincie Noord-Brabant gelobbyd om de koningin voor de vierde maal Koninginnedag in Noord-Brabant te laten vieren. Eerder waren Breda, Deurne en Bergen op Zoom aan de beurt.

## Koninklijke bezoeken
Het is niet de eerste keer dat de koninklijke familie de stad 's-Hertogenbosch bezocht. Zo bracht prinses Máxima samen met prins Willem-Alexander een bezoek aan 's-Hertogenbosch bij de kennismaking met de twaalf provincies in verband met hun huwelijk in 2002. 

Voorts was 's-Hertogenbosch uitverkoren voor een koninklijk bezoek door koning Albert II en koningin Paola van België en koningin Beatrix, waarbij er onder andere een vaartocht over de Binnendieze werd gemaakt en het Noordbrabants Museum bezocht.
In 2005 had koningin Beatrix reeds kort de stad aangedaan bij de rondgang langs alle provincies bij haar 25-jarig regeringsjubileum in 2005.
De koninklijke familie was in groten getale aanwezig. Alleen de net bevallen prinses Máxima ontbrak; zij was thuis gebleven bij haar pasgeboren dochter prinses Ariane.

## Bezoek Woudrichem
In 2006 vierde Woudrichem nog het feit dat de stad 650 jaar daarvoor stadsrechten verkreeg.
De koningin en leden van de koninklijke familie deden op 30 april eerst Woudrichem aan. Vervolgens ging het koninklijke gezelschap naar ’s-Hertogenbosch.
Toenmalig burgemeester Petter sprak tijdens de nieuwjaarsreceptie uit dat hij buitengewoon trots was op de gemeente Woudrichem en zeer vereerd met het koninklijk bezoek. De gemeente telde zeven heel actieve Oranjeverenigingen. Samen met deze verenigingen werden de festiviteiten rond het bezoek georganiseerd.

## Bezoek 's-Hertogenbosch
Burgemeester van 's-Hertogenbosch Ton Rombouts vertelde tijdens een eerder gehouden interview, dat de viering een knipoog zou krijgen naar 2016. In dat jaar zal de gemeente 's-Hertogenbosch herdenken dat de schilder Jeroen Bosch 500 jaar eerder is gestorven. 's-Hertogenbosch wil te zijner tijd het jaar 2016 tot het Jeroen Bosch-jaar laten uitroepen.
De viering had een historisch karakter. Na een rondvaart over de Binnendieze ging de koninklijke familie aan wal. De boottocht over de Stadsgracht ging langs de stadsmuren in Het Bossche Broek. Dit had een historisch karakter, omdat hier een link naar het Beleg van 's-Hertogenbosch in 1629 werd gelegd. Voordat het gezelschap de stad inging, wachtte ook een gespeelde Frederik Hendrik het gezelschap op en heette hen van harte welkom in de door hem veroverde stad.
Op het Theater aan de Parade waren er tal van activiteiten, waaronder Bossche Bollen-happen (in plaats van koekhappen).